# 1906 en arts plastiques
| Années des arts plastiques : 1903 - 1904 - 1905 - 1906 - 1907 - 1908 - 1909    |
| Décennies des arts plastiques : 1870 - 1880 - 1890 - 1900 - 1910 - 1920 - 1930 |

Cette page concerne l'année 1906 en arts plastiques.

## Événements
- septembre : Fondation à Bruxelles du cercle artistique L'Estampe[1].

## Œuvres
- Les Demoiselles d'Avignon (1906-1907) de Pablo Picasso, considéré comme le premier tableau cubiste.
- Les Joyeux Farceurs de Henri Rousseau
- L'Estaque de Georges Braque.

## Naissances
- 5 janvier : Chrix Dahl, peintre et illustrateur norvégien († 16 juin 1994),
- 6 janvier : 
  - Walter Battiss, peintre britannique puis sud-africain († 20 août 1982),
  - Gino Gregori, peintre  italien († 1973),
  - Yvonne Mottet, peintre et lithographe française († 12 septembre 1968),
- 9 janvier : Janko Brašić, peintre serbe puis yougoslave († 15 juin 1994),
- 18 janvier : Hans Aeschbacher, sculpteur abstrait suisse († 27 janvier 1980),
- 20 janvier : Maurice Mourlot, peintre, lithographe, graveur et dessinateur français († 15 mars 1983),
- 13 février : Marius Péraudeau, écrivain, peintre et éditeur français († 29 mai 1992),
- 26 février : Níkos Chatzikyriákos-Ghíkas, peintre, sculpteur, graveur et écrivain grec († 3 septembre 1994),
- 27 février : Georges Leduc, dessinateur, illustrateur, peintre et réalisateur de films d'animation français († 12 août 1968),
- 28 février :
  - André Bizette-Lindet, sculpteur et peintre français († 28 décembre 1998),
  - Henriette Gröll, peintre française († 28 mars 1996),
  - Orazi, peintre français († 19 janvier 1979),
- 3 mars : Joan Hassall, graveuse et illustratrice britannique († 6 mars 1988),
- 15 mars : Léon Tutundjian, peintre français d'origine arménienne († 1er décembre 1968),
- 22 mars : Marcel Hastir, peintre belge († 2 juillet 2011),
- 26 mars : Henri Cadiou, peintre français († 6 avril 1989),
- 30 mars : Gérard Ambroselli, peintre, graveur et sculpteur français († 20 novembre 2000),
- 9 avril : Victor Vasarely, peintre français d'origine hongroise († 15 mars 1997),
- 21 avril : Andréas Rosenberg, peintre aquarelliste français d'origine austro-ukrainienne († 14 juin 2002),
- 27 avril : Xavier de Langlais, peintre, graveur et écrivain français († 14 juin 1975),
- 1er mai : Jacqueline Gaussen Salmon, peintre française († 1er septembre 1948),
- 12 mai : Henri Saada, peintre franco-tunisien († 19 mars 1976),
- 21 mai : Raymond Moisset, peintre français († 15 avril 1994),
- 23 mai : Georges Manillier, peintre, architecte et professeur français († 30 mai 1981),
- 24 mai : Yves Floc'h, peintre français († 12 août 1990),
- 25 mai : Raymond Rochette, peintre français († 26 décembre 1993),
- 7 juin : Jean Moral, photographe et peintre français († 29 décembre 1999),
- 8 juin : Léon Raffin, peintre français († 26 septembre 1996),
- 19 juin : Claire Olivier-Tiberghien, peintre et professeur de dessin française († 20 novembre 1987),
- 20 juin : Pang Xunqin, peintre chinois († 1985).
- 28 juin : Grand'Mère Paris, de son vrai nom Élise Nonclercq, peintre et antiquaire française († 17 décembre 1982),
- 30 juin : Max Bucaille, peintre, sculpteur et poète français († 1er avril 1996),
- 20 juillet :
  - Călin Alupi, peintre roumain associé au mouvement post-impressionniste († 19 septembre 1988),
  - Edmond Boissonnet, plasticien français († 28 décembre 1995),
- 31 juillet : Beniamino Joppolo, écrivain, romancier, dramaturge, essayiste, poète et peintre italien († 2 octobre 1963),
- 1er août : Nelly Marez-Darley, peintre française († 16 avril 2001),
- 14 août : Luigi Roccati, peintre italien († 9 mars 1967),
- 18 août : Romano Gazzera, peintre italien († 24 mai 1985),
- 20 août : Eizō Katō, peintre japonais du style nihonga († 24 mai 1972),
- 5 septembre : Peter Mieg, compositeur, peintre et écrivain suisse († 7 décembre 1990),
- 6 septembre : Saburō Hasegawa, peintre japonais († 11 mars 1957),
- 11 septembre : Robert Hainard, graveur sur bois et écrivain suisse († 26 décembre 1999),
- 25 septembre : Giuseppe Macedonio, céramiste, peintre et sculpteur italien († 22 février 1986),
- 23 octobre : Élisabeth Faure, peintre orientaliste française († 17 mars 1964),
- 28 octobre : Key Sato, peintre japonais († 8 mai 1978),
- 10 novembre : Mai-Thu, peintre français d'origine vietnamienne († 10 octobre 1980),
- 16 novembre : Marie-Louise Blondin, peintre et illustratrice française († 23 septembre 1983),
- 18 novembre : Corneliu Baba, peintre roumain († 28 décembre 1997),
- 27 novembre : Constantin Papachristopoulos, peintre et sculpteur grec († 3 mars 2004),
- 5 décembre : Michel-Marie Poulain, peintre, mannequin et danseuse française († 9 février 1991),
- 9 décembre : Sam Saint-Maur, peintre et sculpteur français († 7 décembre 1979),
- 11 décembre : Léopold Édouard Collin, peintre, lithographe, graveur, illustrateur et affichiste français († 4 août 1983),
- 15 décembre ou  15 décembre 1908 : To Ngoc Van, peintre vietnamien († 17 juin 1954),
- 20 décembre : Elemer Vagh Weinmann, peintre hongrois naturalisé français († 4 janvier 1994),

- ? :
  - Pierre Bach, peintre paysagiste français († 1971),
  - Gilbert Blanc, peintre français († 1993),
  - Henri Daoust, philologue et peintre belgo-espagnol († 1982),
  - Jacques Fourcy, peintre français († 1990),
  - Robert Perniaux, peintre, céramiste et illustrateur belge  († 1973),
  - Kihei Sasajima, artiste graveur japonais († 1993).

## Décès
- 15 janvier : Alfred Serre, dessinateur, peintre, émailleur d'art et céramiste français (° 18 février 1837),
- 27 janvier : Prosper Drion, sculpteur belge (° 2 juillet 1822),
- 5 février : Pierre Grivolas, peintre français (° 2 septembre 1823),
- 13 février : Albert Gottschalk, peintre danois (° 3 juillet 1866),
- 22 février : Adrien Moreau, peintre de genre et d’histoire français (° 18 avril 1843),
- 27 mars : Eugène Carrière, peintre et lithographe français (° 18 janvier 1849),
- 28 mars : Albert Flamm, peintre allemand (° 9 avril 1823),
- 20 avril : Auguste de La Brély, peintre français (° 26 février 1838),
- 22 avril : Eugène Murer, peintre français (° 15 mai 1841),
- 2 juin : Pieter de Josselin de Jong, peintre néerlandais (° 2 août 1861),
- 3 juillet : Gédéon Baril, peintre, écrivain, dessinateur et caricaturiste français (° 17 juillet 1832),
- 5 juillet : Jules Breton, peintre et poète français (° 1er mai 1827),
- 16 juillet : Victor Chavet, peintre français  (° 21 juillet 1822),
- 10 août : Auguste Désiré Saint-Quentin, peintre français (° 25 août 1833),
- 11 août : Henri Laurent-Desrousseaux, peintre, céramiste et illustrateur français (° 15 juillet 1862),
- 17 août : Gustave Henry Mosler, peintre américain (° 16 juin 1875),
- 25 août : Filippo Colarossi, sculpteur et peintre italien (° 21 avril 1841),
- 29 août : Alfred Stevens, peintre belge (° 11 mai 1823),
- 30 août : Eugenio Gignous, peintre italien (° 4 août 1850),
- 4 septembre : Maximilian Messmacher, architecte et peintre russe d'ascendance allemande (° 21 mars 1842),
- 1er octobre : Christian Mali, peintre allemand (° 6 octobre 1832),
- 2 octobre : Julien Déjardin, peintre paysagiste français (° 23 juillet 1857),
- 18 octobre : Adolphe Lalauze, graveur, illustrateur et peintre français (° 8 octobre 1838),
- 22 octobre : Paul Cézanne, peintre français (° 19 janvier 1839),
- 23 octobre : Ferdinand Chaigneau, peintre français (° 6 mars 1830),
- 28 octobre : Jean Benner, peintre français (° 28 mars 1836),
- 5 novembre : Frits Thaulow, peintre et graveur impressionniste norvégien (° 20 octobre 1847),
- 11 novembre : Hugo d'Alesi, peintre et graphiste publicitaire français (° 10 février 1849),
- 15 novembre : Yamamoto Hōsui, peintre japonais (° 12 août 1850),
- 16 novembre : Teofilo Patini, peintre italien (° 5 mai 1840),
- 17 novembre : William Blair Bruce, peintre canadien (° 8 octobre 1856),
- ? novembre : Eugène Sadoux, peintre, lithographe et aquafortiste français (° 13 mars 1841),
- 31 décembre : Aleardo Villa, peintre italien (° 12 février 1865)

date inconnue
- - Achille Formis, peintre italien (° 1832),
  - Matías Moreno, peintre et sculpteur espagnol (° 1840).